# Lumbricus terrestris
Espèce
Lumbricus terrestris, le lombric commun, ver de terre commun ou ver de rosée, est une espèce de vers de terre annélides de la famille des Lumbricidae. Il a comme préférence les terres humides. C'est une espèce hermaphrodite simultanée puisque chaque individu possède les organes reproducteurs mâle et femelle en même temps.
Le ver de terre est apprécié par les jardiniers car il permet à l'air et à l'eau de circuler dans les nombreuses galeries souterraines qu'il creuse, ce procédé est bénéfique pour le maintien des sols, pour la flore et pour l'écosystème en général. 
Lors des grandes averses, ils sortent pour éviter la noyade (ou plutôt l'asphyxie) au fond de leurs galeries, en effet ils respirent par diffusion directe à travers leur peau, or l'eau est moins riche en dioxygène que l'air. Quand après la pluie le soleil revient, les lombrics meurent par dessiccation si l'humidité de leur corps n'est plus suffisante.

## Rôle dans la chaîne alimentaire
Il est capturé par plusieurs espèces de batraciens et de mammifères de surface (taupe, musaraigne, blaireau, renard), de couleuvres ainsi que d'oiseaux qui en nourrissent aussi leurs petits. Il est également mangé par des vers plats, l’Arthurdendyus triangulatus et l’Australoplana sanguinea.

## Distribution
Originaire d'Europe, il se rencontre maintenant aussi en Amérique du Nord. Il s'agit d'une espèce très envahissante en Amérique du Nord, et de par le monde.

## Description
Lumbricus terrestris mesure de 90 mm à 300 mm de long et de 6 mm à 10 mm de large. Son corps cylindrique très extensible compte en moyenne 150 segments (de 100 à 180) en forme d'anneaux portant quatre paires de soies en forme de S. Le prostomium (en) est tanylobique. Le péristomium (en), deuxième segment de forme conique et généralement un peu plus foncé que le reste du corps, porte la bouche. Le périprocte (en), dernier segment généralement plus aplati que celui de la tête et de couleur plus claire, porte l'anus. Le clitellum se développe sur les segments 33 à 37.
Sa teinte générale est rougeâtre à brun foncé (face ventrale jaune orangé, face dorsale plus foncée brun rougeâtre à violet) et est due à un pigment sanguin voisin de l'hémoglobine, l'érythrocruorine. Le vaisseau sanguin dorsal est d'ailleurs visible au travers de la peau.

## Biologie

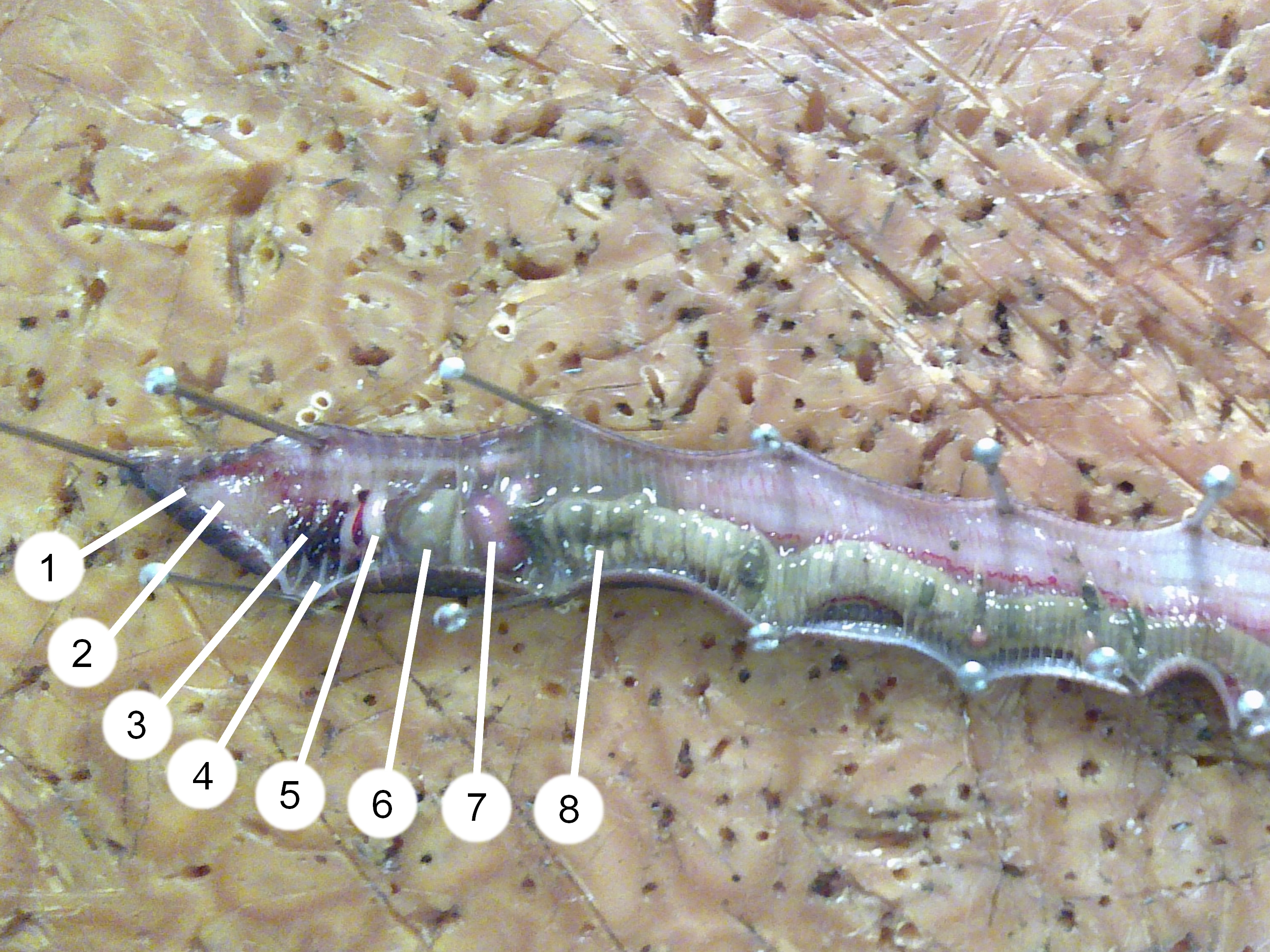
Anatomie d'un Lumbricus terrestris : 1 - ganglion cérébral, 2 - pharynx, 3 - cœur, 4 - dissépiment, 5 - vésicules séminales, 6 - estomac, 7 - gésier, 8 - intestin

C'est un ver de terre anécique qui se nourrit de la matière organique en décomposition et des bactéries du sol. Il se nourrit sur ou proche de la surface du sol. Les excréments rejetés donnent le compost utilisé comme engrais pour le sol. Son système digestif assure les fonctions suivantes : réception du 1er au 3e segment, digestion au niveau du pharynx musculeux entre le 4e et 6e segment, transit entre le 7e et 13e segment, filtration au niveau du jabot entre le 14e et 16e segment, trituration au niveau du gésier entre le 17e et 19e segment, absorption et digestion dans l'intestin entre le 20e et 150e segment.
Le ver de terre fait l'objet d'une forte prédation. Il est très prolifique et se reproduit fréquemment. À sa maturité sexuelle, il développe un clitellum qui sécrète au cours de l'accouplement un tube muqueux puis un cocon (chaque lombric produit environ de 3 à 80 cocons par année), donnant en moyenne naissance à 400 petits par an. Sa durée de vie va de 4 à 8 ans, généralement 6 ans en captivité.

### Les sens

#### Photosensibilité
Les vers de terre ont montré un comportement appelé phototaxis négatif. Quand il y a une exposition directe à la lumière, le ver se déplace pour ne pas être dans cette lumière.

### Respiration
Les vers de terre n'ont pas de poumons : leur respiration est cutanée. Les gaz dissous dans l'eau traversent leur peau maintenue humide par un mucus ; l'oxygène est capté puis transporté par l'hémoglobine du sang. Le dioxyde de carbone produit est rejeté.

### Alimentation
Les vers de terre ingèrent de la terre et des débris organiques d'origine variée (bactérienne, fongique, animale et végétale). En triturant les débris animaux et surtout végétaux, ils facilitent l'attaque de la matière organique par la communauté de champignons et bactéries symbiotiques dans leur tube digestif qui seule dispose d'un équipement enzymatique qui permet de décomposer la cellulose et la lignine des plantes. Les lombrics bénéficient à leur tour de cette digestion partielle qui leur procure des aliments plus accessibles à leurs enzymes digestives mais ils tirent également leur énergie de la digestion de leurs propres microbes symbiotiques.

## Écologie
Les vers de terre sont divisés en trois catégories écophysiologiques, le Lumbricus terrestris étant anécique :
1. Epigeic / épigée
2. Endogeic / endogée
3. Anecic / anécique

## Alimentation humaine
Le ver de terre est comestible,.

## Publication originale
- Linnaeus, 1758 : Systema naturae per regna tria naturae, secundum classes, ordines, genera, species, cum characteribus, differentiis, synonymis, locis, ed. 10 (texte intégral).